# Ørnes
Ørnes est un port norvégien, petit village de la kommune de Meløy, peuplé de 1 538 habitants et escale de l'Hurtigruten entre Nesna et Bodø.